# Mikkola (Vantaa)
Pour les articles homonymes, voir Mikkola.
Mikkola  est un quartier du district de Korso de Vantaa en Finlande,.

## Description
Mikkola est un quartier du nord-est de Vantaa. 
Mikkola borde Matari à l'ouest, Kulomäentie au nord (Metsola), Lahdenväylä (Jokivarsi) à l'est et Sipoo au sud. 
Mikkola est située entre Jokivarsi et la vallée de Rekola, dans la zone des crêtes de Metsola composé de nombreuses collines.
À Mikkola, le centre commercial conçu par Ilmo Valjakka, achevé en 1971, est selon le rapport 2020 du Musée municipal de Vantaa, est particulièrement important en termes de valeur patrimoniale architecturale.

## Galerie

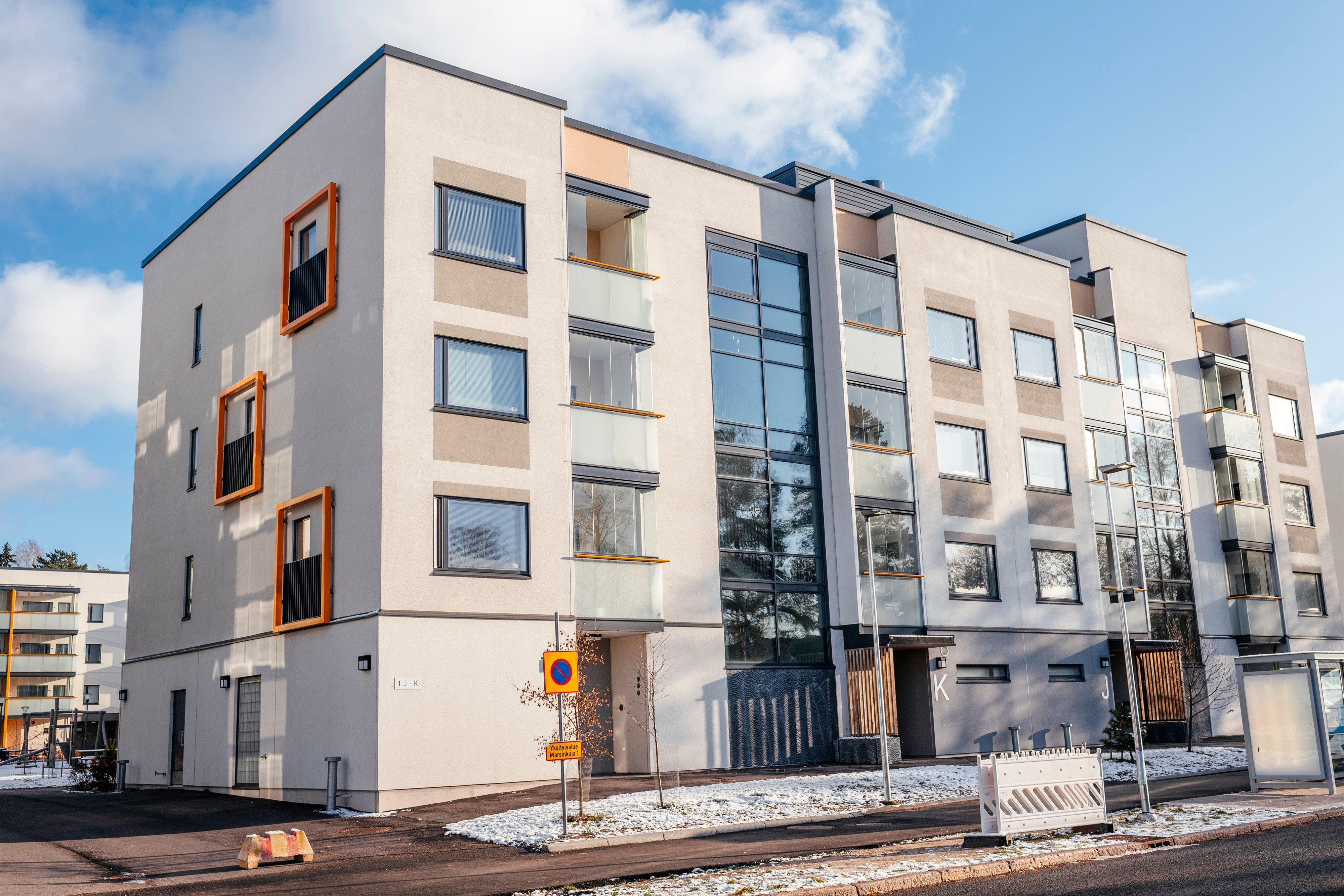
Marsinkuja 1.
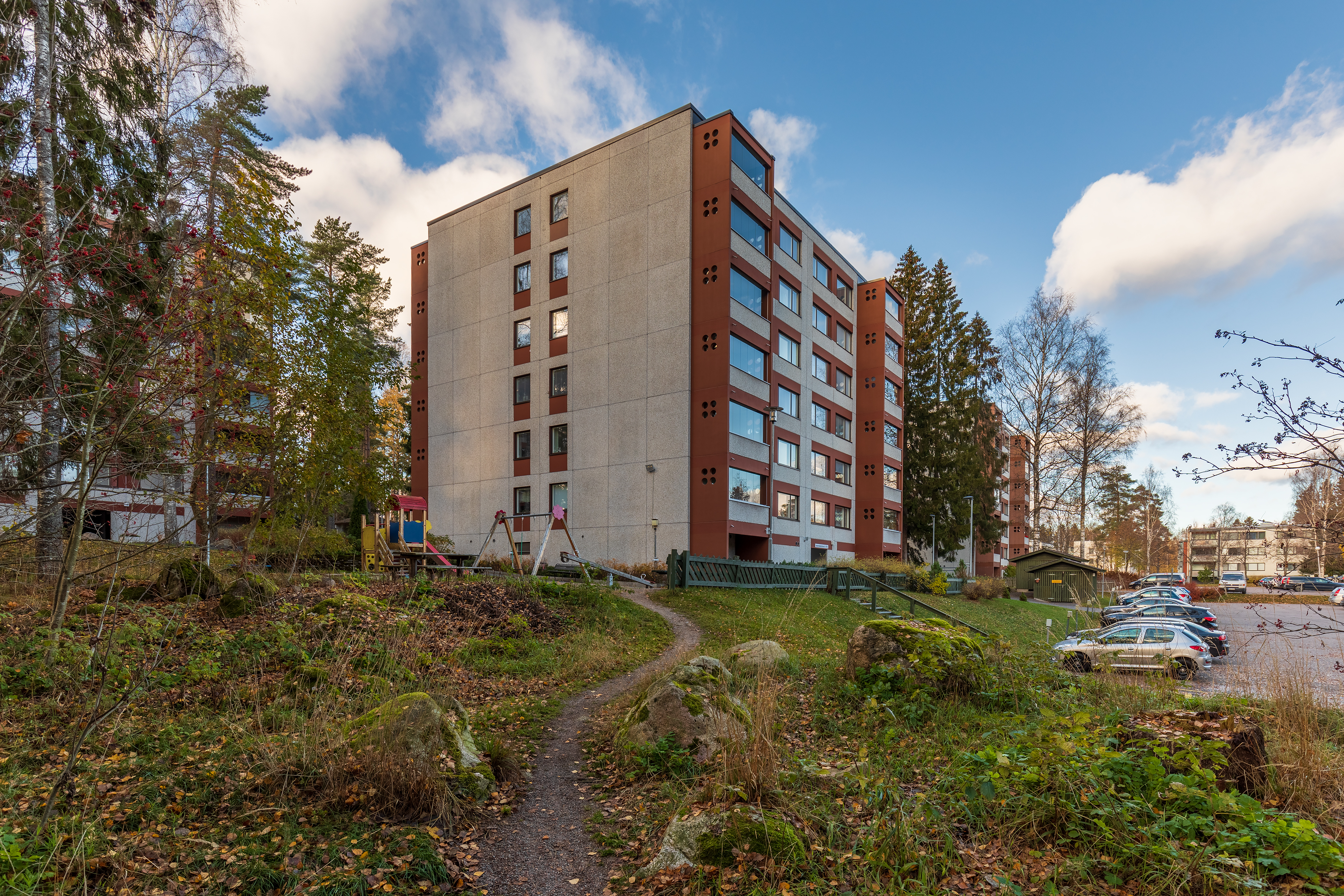
Zone résidentielle de Saturnusnenrinne.
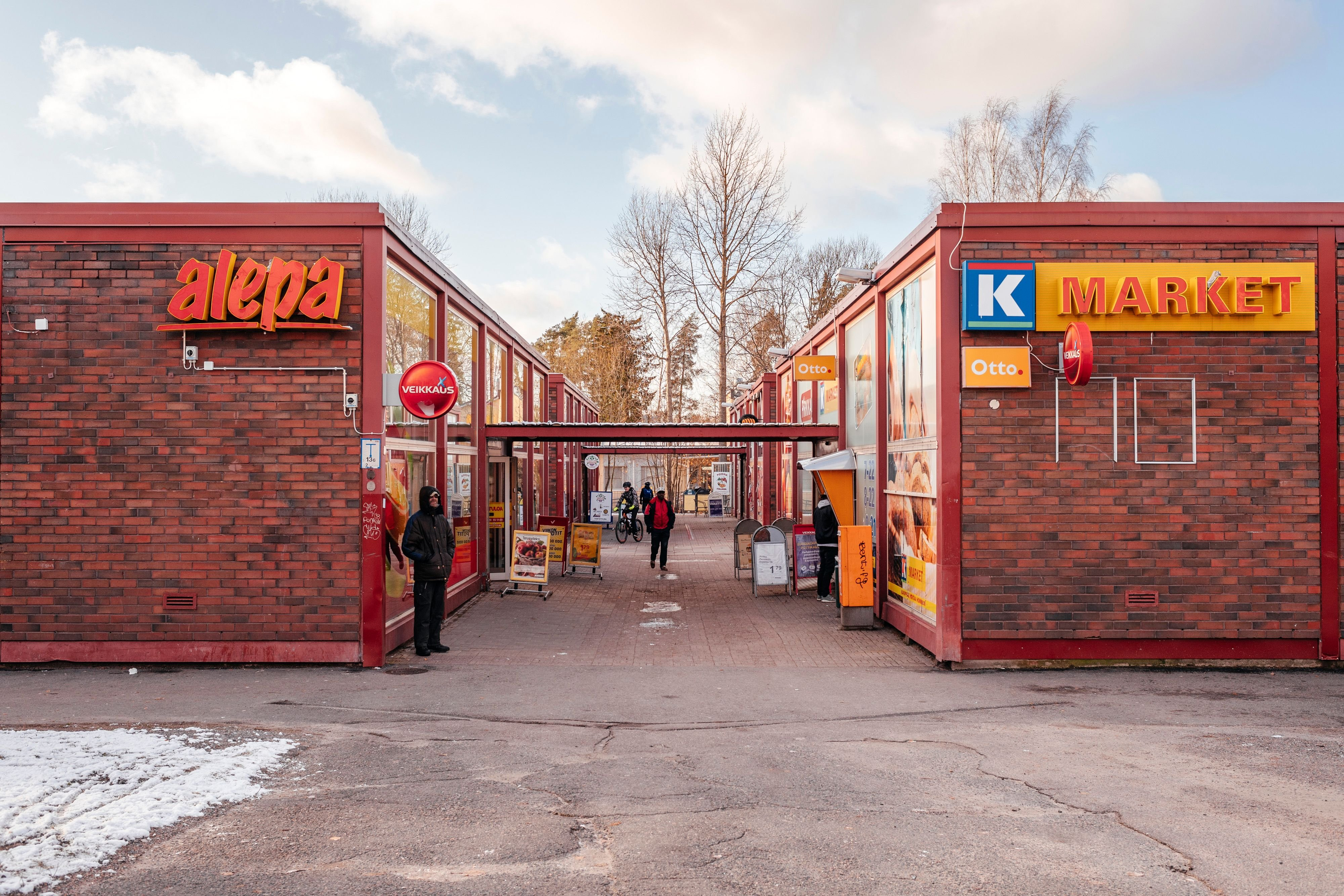
Centre commercial de Mikkola.
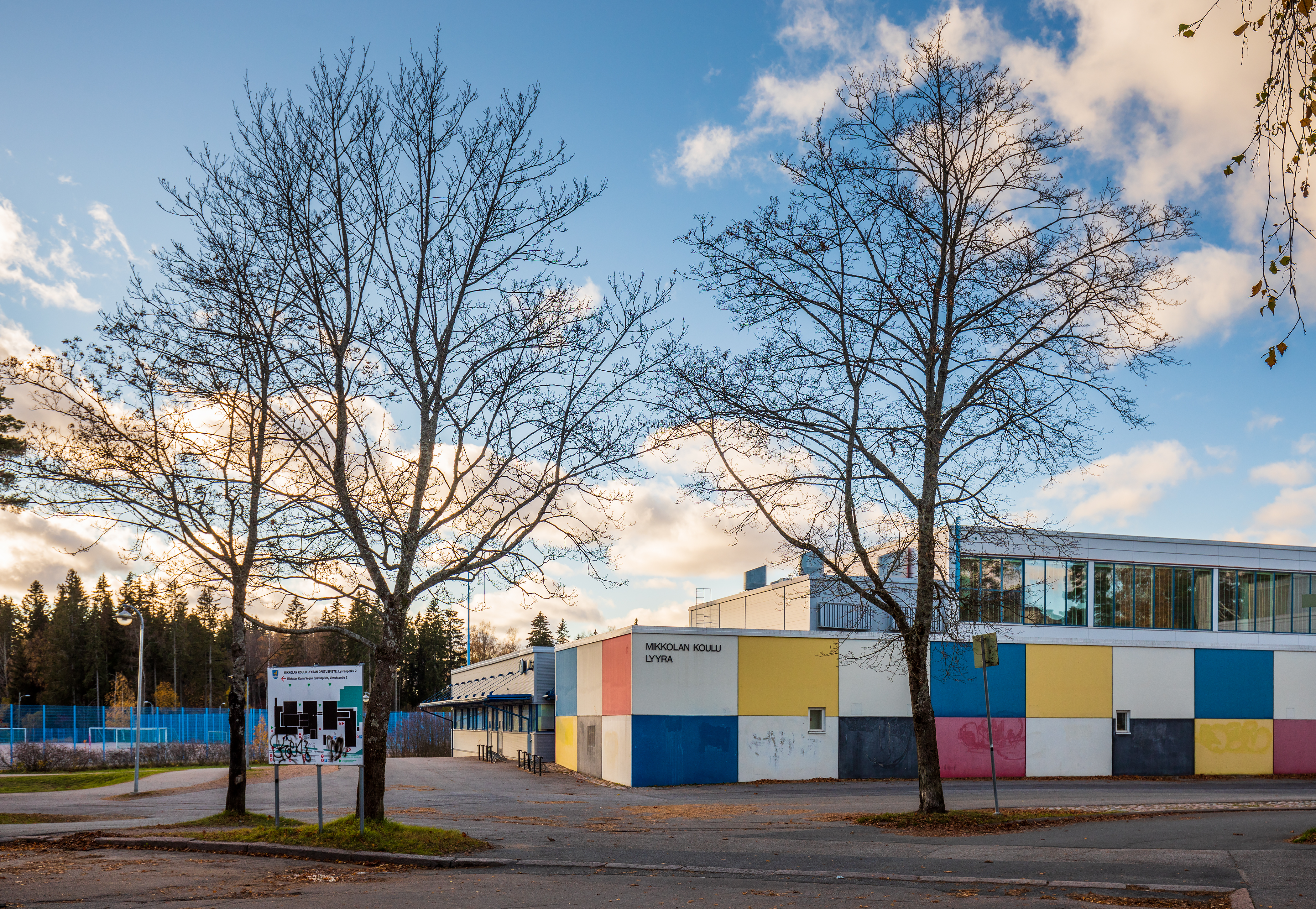
École Lyyra.
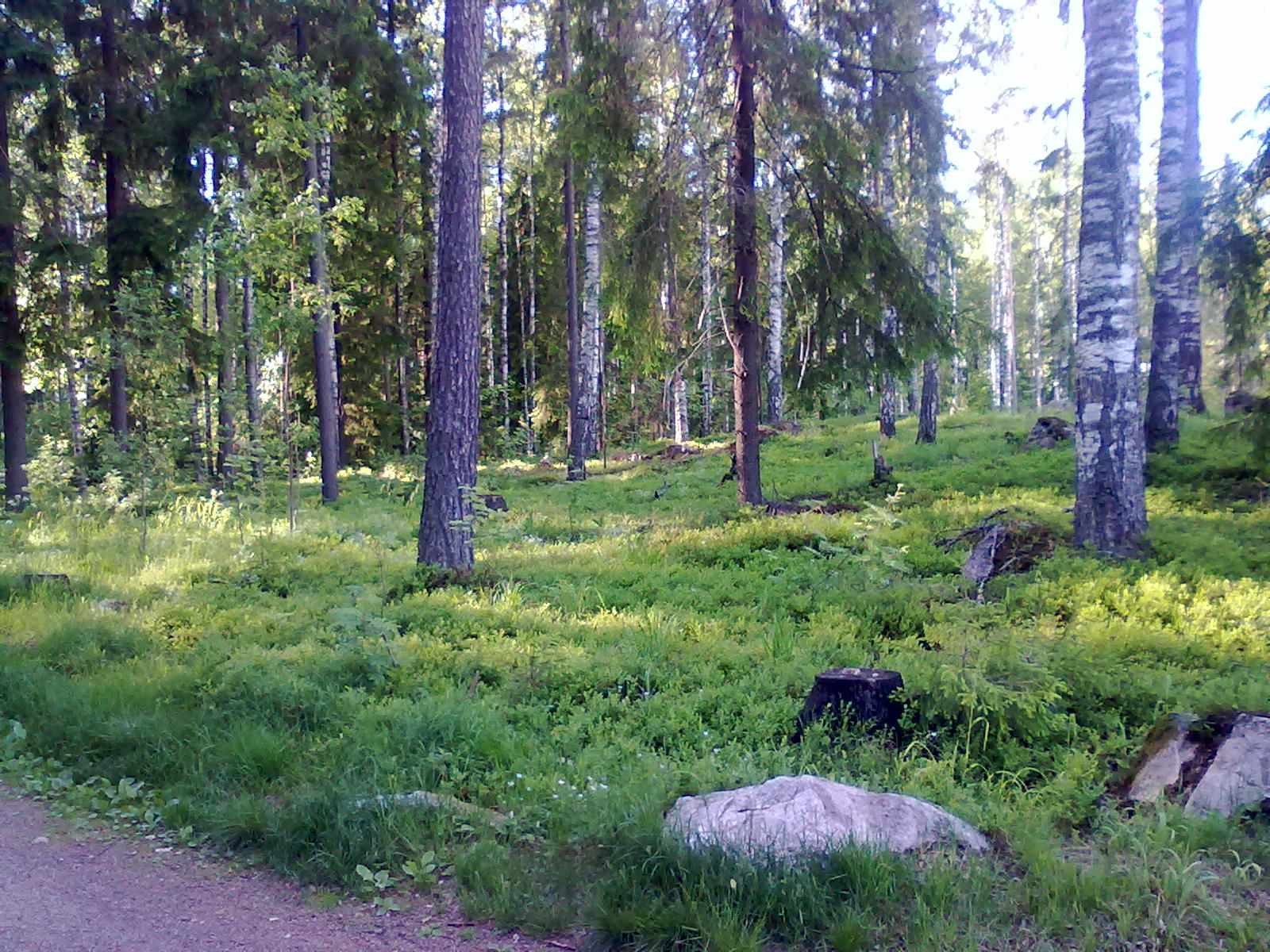
Maarukanmetsä.